# Ernst Mantius

Ernst Mantius

Ernst Friedrich Christian Johann Jacob Mantius (* 9. Oktober 1838 in Schwerin; † 15. Oktober 1897 in Bergedorf) war ein deutscher Politiker und Bürgermeister der Stadt Bergedorf.

## Leben
Während seines Studiums wurde Mantius 1859 Mitglied der Burschenschaft Teutonia Jena. 1864 wurde er zum Dr. iur. promoviert. Später arbeitete er als Rechtsanwalt und war von 1882 bis zu seinem Tode Bürgermeister der damals noch eigenständigen Stadt Bergedorf. In dieser Funktion sorgte er für die fortschrittliche Entwicklung der Stadt, indem er den Straßenbau und den Ausbau der Kanalisation und der Müllabfuhr förderte und die Errichtung von Wasser- und Elektrizitätswerk, von Grünanlagen und Schulbauten verfügte.
Mantius wurde auf dem Alten Friedhof am Gojenbergsweg in Bergedorf beigesetzt. Der Friedhof wurde mittlerweile zum Park umgestaltet. Alte, historisch wichtige Grabsteine wie der von Mantius sind dort erhalten geblieben. Nach Mantius ist die Ernst-Mantius-Straße in Bergedorf benannt.
Sein Sohn war Georg Mantius.